# I S’-ling
I S’-ling (čínsky pchin-jinem Yì Sīlíng, znaky 易思玲; * 6. května 1989, Čchao-čou, Čína) je čínská sportovní střelkyně a mistryně světa. Na Letních olympijských hrách 2012 získala zlatou medaili ve střelbě na 10 metrů ze vzduchové pušky, v roce 2016 bronzovou.